# (142757) Collinge
Pour les articles homonymes, voir Collinge.
(142757) Collinge est un astéroïde de la ceinture principale.

## Description
(142757) Collinge est un astéroïde de la ceinture principale. Il fut découvert le 5 octobre 2002 à l'observatoire d'Apache Point par le programme Sloan Digital Sky Survey. Il présente une orbite caractérisée par un demi-grand axe de 2,54 UA, une excentricité de 0,11 et une inclinaison de 14,7° par rapport à l'écliptique.

## Compléments